# Tout le monde en parle (France)
 (août 2015).
Si vous disposez d'ouvrages ou d'articles de référence ou si vous connaissez des sites web de qualité traitant du thème abordé ici, merci de compléter l'article en donnant les références utiles à sa vérifiabilité et en les liant à la section « Notes et références ».
Cet article concerne la version française de l'émission-débat. Pour la version québécoise, voir Tout le monde en parle (Québec).
Tout le monde en parle est une émission de télévision française de type émission-débat diffusée sur France 2 du 19 septembre 1998 au 8 juillet 2006, présentée par Thierry Ardisson 
produite par Thierry Ardisson et Catherine Barma.

## Historique
En septembre 1998, Tout le monde en parle prend la place de l'émission de Christophe Dechavanne, Du fer dans les épinards, diffusée la saison précédente. Produite par Nicolas Vincent, elle est programmée le samedi en deuxième partie de soirée toutes les deux semaines, en alternance avec Union libre de Christine Bravo. Elle deviendra hebdomadaire dès la rentrée 1999.
Lors de sa première saison (1998-1999), l'émission se présente comme une émission de débats de société comportant trois thèmes. Menacée de disparition dès la fin de 1998 en raison d'audiences insuffisantes, elle subit des modifications importantes trois mois après son lancement. À la demande de Thierry Ardisson, Catherine Barma remplace Nicolas Vincent à la production. Dès le 16 janvier 1999, l'émission est coanimée avec Patricia Gaillot et Laurent Ruquier introduisant des interviews formatées et des invités culturels.
C'est à partir du 11 septembre 1999 qu'elle prend son format de talk show. L'animateur y reçoit les personnalités qui font l'actualité du moment : comédiens, chanteurs, écrivains, hommes politiques, sportifs, etc. Les invités y racontent leur vie, font leur promotion et sont confrontés aux fameuses interviews thématiques. L'émission acquiert peu à peu une réputation de provocation notamment parce que l'animateur n'hésite pas à poser aux invités politiques des questions sur leur vie privée et sexuelle.
Animateur principal de l'émission, Thierry Ardisson d'abord en solo, puis coanimé avec Laurent Ruquier en 1999, Linda Hardy de 1999 à 2000, puis l'humoriste Laurent Baffie, qui retrouve son acolyte, de l'an 2000 jusqu'à la fin de l'émission en 2006. 
Coanimé durant quelques émissions avec d'autres humoristes : Kad et Olivier, Eric et Ramzy et Titoff. L'émission a également mis en avant les assistantes de plateau Méline Micciché et Rebecca Azan (à partir de 2005) et enfin le DJ Philippe Corti et ses danseuses Titia et Thallia pour le célèbre jeu Blind test en cloture de chaque émission.
À la suite d'un différend avec Patrick de Carolis (président de France Télévisions) au sujet de la nouvelle clause d'exclusivité concernant les animateurs du service public, Thierry Ardisson est contraint de quitter la chaîne et donc d'arrêter Tout le monde en parle le 8 juillet 2006, ce dernier ne souhaitant pas mettre un terme illégitime à son autre émission, 93, faubourg Saint-Honoré, diffusée sur Paris Première. L'émission est remplacée depuis le 16 septembre 2006 par On n'est pas couché, animée par Laurent Ruquier.
Thierry Ardisson avait pour habitude de faire passer le titre Voila, c'est fini de Jean-Louis Aubert, pour annoncer la fin de l’émission. Lors de la dernière, Jean-Louis Aubert est venu chanter la chanson en personne.
À maintes reprises, Thierry Ardisson a accusé Marc-Olivier Fogiel, Benjamin Castaldi, Cauet, Daniela Lumbroso ou encore Stéphane Bern d'avoir copié son émission.[réf. nécessaire]

## Aspects originaux de l'émission

### Rituels
Outre les interviews, Tout le monde en parle est un talk show. Il se compose essentiellement d'une sélection d'extraits musicaux qui rythment de manière thématique chaque transition entre les séquences de l'émission, ainsi que du clavier-sampler de Thierry Ardisson qui lui permet de lancer à la volée des sons, des répliques célèbres ou des chansons pendant les discussions avec les invités.

### Montage
Le montage de l'émission se veut assez décalé, de même que la réalisation (de Serge Khalfon), avec notamment des prises de vue en coulisses à chaque entrée ou sortie d'invité et la mise en avant illustrative de l'aspect technique par le biais de plans sur les cadreurs et surtout sur l'assistante de réalisation qui fait partie intégrante du show. Il s'agit d'abord de Méline Micciché, pendant presque toute l'existence de l'émission, puis Rebecca Azan, un peu avant sa fin.

### Blind test
Tout le monde en parle se termine rituellement par un blind test : un jeu dans lequel il s'agit d'être le premier ou la première à reconnaître l'interprète d'une chanson. Dans une première phase, ce jeu se joue en équipe, et dans une deuxième phase c'est du « chacun pour sa gueule ». L'une des règles les plus importantes est « Si y'a soufflage y'a perdage », ce qui signifie que si les invités répètent une réponse soufflée par le public, le point va à l'équipe adverse.
Le blind test fut longtemps animé par Philippe Corti, accompagné de Thallia (candidate de Première Compagnie) et Titia (candidate de La Ferme Célébrités), puis par un DJ différent chaque semaine. Mais c'est toujours Béatrice Ardisson, à l'origine de cette idée, qui sélectionnait les titres, étant ainsi, à elle seule, à l'origine de 130 blind tests thématiques que Philippe Corti, et par la suite les DJ, passaient en plateau.

## Moments marquants
L'émission, appréciée pour son impertinence, a cependant créé plusieurs polémiques au cours de son existence.
Outre les disputes entre Isabelle Alonso et Kery James sur l'Islam ; l'interview avortée de Milla Jovovich qui a quitté le plateau après avoir envoyé son verre d'eau vers Thierry Ardisson qui lui posait une question sur son père ; le débat entre Jean-Marie Bigard, José Bové et Guy Konopnicki sur le conflit entre Israël et la Palestine ; l'affrontement verbal de Julien Dray et d'Hubert de Beaufort sur la résistance et Maurice Papon ou encore la querelle entre Michel Polac et Calixthe Beyala sur la contraception en Afrique et le plagiat, on peut noter certains interviews qui ont déclenché une certaine polémique :
- le fameux « Est ce que sucer c'est tromper ? » de l'animateur à Michel Rocard qui a défrayé la critique alors que le principal intéressé l'avait bien pris à l'époque[7] ;
- le passage de Thierry Meyssan sur son livre sur les attentats du 11 septembre 2001 ;
- la chanson Marine de Diam's qu'Ardisson fit écouter à Marine Le Pen début 2006 ;
- l'intrusion des membres de l'association Act Up-Paris sur le plateau pour protester contre la présence des Barebacker dans l'émission. La présidente d'Act Up ira même jusqu'à accuser Thierry Ardisson d'être responsable de la diffusion du Barebacking en France.

On retient aussi quelques interviews fortes comme l'Ardiview d'Isabelle Huppert, celles de Jean-Marie Bigard, de Monica Bellucci, de JoeyStarr ou de Gérard Darmon et la question de Laurent Baffie à Nadine de Rothschild « Est-ce que saucer c'est tromper » parodiant l'interview de Michel Rocard.
Un autre grand moment de l'émission est la cuite de Frédéric Beigbeder dans les loges de l'émission, l'obligeant à revenir la semaine d'après pour parler de son livre.
[Quand ?] La séquence où monseigneur Jean-Michel Di Falco offrit le cadeau (un chapelet), qui lui avait été offert par le pape[Lequel ?] en personne, à Thierry Ardisson, a également fait beaucoup parler.
En 2002, entre les deux tours de l'élection présidentielle, Thierry Ardisson se réconcilia en direct avec Guy Bedos, jusqu'alors fâché avec l'animateur. Cette réconciliation s'est faite à cause de la présence de Jean-Marie Le Pen au second tour de l'élection.
Au cours de l'enregistrement réalisé avec Karen Mulder, cette dernière assure avoir été violée par une « tête couronnée » et des dirigeants d'une agence de mannequin, évoquant ensuite un complot politique et policier. Autant de propos qui avaient semblé « surréalistes » au producteur, qui a décidé de ne pas diffuser ce témoignage.
Durant plusieurs années, Thierry Ardisson évoque régulièrement le cas Michaël Blanc, un français emprisonné en Indonésie pour trafic de drogues depuis 1999, qui clame son innocence.

## Bilan de huit années d'émission

### Adaptations à l'étranger
Tout le monde en parle disparaît donc du paysage audiovisuel français d'une manière déconcertante après huit ans de succès, mais elle poursuit malgré tout son existence télévisuelle sous la forme de déclinaisons étrangères :
- une version québécoise du même nom, adapté par Guy A. Lepage et diffusé sur ICI Radio-Canada Télé depuis le 12 septembre 2004 ;
- une version libanaise ("Hadith El Balad" ou "Talk of the Town"), présenté par Mona Abou Hamza et diffusé sur la Murr Television (MTV) depuis 2008 ;
- une version algérienne ("Saraha raha"), présenté par Nafâa El Djoundi et diffusé par la chaîne Canal Algérie de 2004 à 2009[10] ;
- une version albanaise ("Zonë e Lirë"), adapté par le journaliste Arian Çani et diffusé sur la chaine albanaise TVA depuis 2003, puis sur Vizion Plus à partir de 2007, sur TV Klan de 2011 à 2020[11] puis finalement sur ABC News jusqu'à aujourd'hui.

### Critique de Daniel Schneidermann
Dans sa rubrique Médiatiques publiée dans le quotidien Libération, le journaliste Daniel Schneidermann spécialiste des médias dresse un bilan très dur de l'émission. Titré « Paysage de l'après-Ardisson », son article décrit Tout le monde en parle comme une « émission chatoyante, multi-facettes, polysémique, avec son lot d'inventions, de fulgurances, de malaise et de perversité, (…) une œuvre audiovisuelle majeure de la décennie écoulée », mais encore comme « l'éloge de la partouze et de la coke, ou la constatation navrée de la corruption universelle (qui) devinrent ainsi, semaine après semaine, des axiomes indiscutables ».
Dans cet article, sa critique porte sur deux points essentiels : le rôle de l'émission comme vitrine pour le monde de l'édition et sa responsabilité dans la montée du communautarisme en France. Sur le premier point, Daniel Schneidermann écrit : « Ardisson, jusqu'en juin dernier, était l'Intouchable. Philosophes, ministres, anciens ministres, candidats aux candidatures, sociologues, pamphlétaires, investigateurs, comploteurs, découvreurs de complots, directeurs de rédaction : pour tout auteur, un passage chez Ardisson faisait miroiter la promesse des plus étincelants succès. Pas question de s'attaquer aux mots d'Ardisson, au pouvoir d'Ardisson, à l'évidence Ardisson, et plus précisément à la longue influence d'Ardisson sur le débat public. »
Avec la publication d'un livre décortiquant les apparitions télévisées de Thierry Ardisson, Daniel Schneidermann en veut pour preuve que l'animateur n'est plus « l'Intouchable ». S'appuyant sur l'ouvrage de Jean Birnbaum et Raphaël Chevènement, le journaliste analyse « l'obsession du déterminisme ethnique » comme le « thème majeur de l'ardissonisme » et mesure « combien Ardisson contribua à la crispation communautaire de la société française » : « A force d'inviter systématiquement sur ses plateaux le Juif, le Musulman et le Black de service, si possible face à face, et si possible en les amenant à se jeter des verres d'eau à la figure, Ardisson a peut-être enjoint à une société française qui n'y aurait pas forcément pensé toute seule, de reproduire en son sein les mêmes tensions. »

## Quelques interviews-types
- Ardiview
- Hardyview
- Interview nulle
- Interview mensonge
- Interview « alerte rose »
- Interview « par amour »
- Interview « avec des si »
- Interview « Alain Delon » (l'invité doit répondre à la troisième personne)[15]
- Interview « up & down »
- Interview « psy »
- Interview « dernière chance »
- Interview « si j'étais... »
- Interview « magazine féminin »
- Interview « première fois »
- Interview « jugement dernier »
- Anti portrait chinois

## Quelques phrases rituelles
Thierry Ardisson, en homme de publicité averti (il a été concepteur-rédacteur dans la publicité), a recours constamment à des gimmicks pour ponctuer ses présentations.
- « Amis de l'homme en noir, Bonsoir ! » / « Amis du samedi soir, Bonsoir ! » / « Chers amis, chers ennemis, Bonsoir ! »
- « Bienvenue sur le plateau de Tout le monde en parle, l'émission pas comme les autres. »
- « Bienvenue sur le plateau de Tout le monde en parle, l'émission qui parle... CASH ! » (phrase d'ouverture de la saison 2004-2005 & 2005-2006)
- - Thierry Ardisson : « Vous connaissez le principe, Tout le monde en parle, alors Tout le monde en parle… » 
 - Public : «… en parle ! »
- « Magnéto, Serge ! » (phrase mythique et emblématique de l'émission, prononcée par Frédéric Mitterrand, Et entre 2004-2006 les invités doivent prononcer les yeux dans la caméra pour que la régie diffuse la bande-annonce d'un film ou d'autres vidéos. Le « Serge » en question est Serge Khalfon, réalisateur de l'émission qui, chaque fois que l'invité prononce cette phrase-clé, touche des royalties, puisqu'il a déposé cette phrase ; royalties censées être reversées « à l'Afrique », d'après Serge dans l'émission accueillant Éric et Ramzy)
- « Orlando exige le clip ! » (pour les chanteurs, Orlando étant le frère de Dalida)
- « On ne bouge pas pendant le jingle ! » (prononcé par Frédéric Mitterrand)
- « Est-ce que sucer c'est tromper ? » (question de Thierry Ardisson notamment à Michel Rocard)[7]
- « Est-ce que saucer c'est tromper ? » (question de Laurent Baffie à Nadine de Rothschild)
- « Si y'a soufflage y'a perdage ! »
- « Ah ! Tapotage ! » (phrase de Baffie lorsqu'Ardisson tapote ses fiches avant de poser une question qui l'intéresse à l'invité)
- « J'accueille maintenant… » (Thierry Ardisson accueillant un invité)[15]
- « On passe au Blind Test ! » (vociféré par Thierry Ardisson)
- « C'était Tout le monde en parle. » (formule habituelle clôturant l'émission)
- « Et mon ami Laurent Baffie » (Thierry Ardisson accueillant Laurent Baffie)
- « Et maintenant je vous demande d'accueillir... (avec l'accent du sud) Monsieur Philippe Corti » (Thierry Ardisson accueillant Philippe Corti)

### Jingles
- « On ne bouge pas pendant le jingle ! »
- « Je vous demande de vous arrêter » (prononcée par Édouard Balladur)
- « Thierry, franchement, on t'aime bien mais là t'exagères » (prononcée par Michèle Cotta)
- « Là mes enfants, c'est le best-of de la semaine dernière ! » (prononcée par Michel Serrault sur un ton hystérique)
- « Je vais vous dire une chose Thierry, j'aime pas quand dans vos émissions vous posez la question sur le cabanis » (prononcée par Hervé Bourges, alors ancien président du CSA qui, au lieu de dire cannabis, fera un lapsus avec « cabanis »)[17]

### Samples
- Faisons l'amour avant de nous dire adieu de Jeane Manson (quand l'invité(e) semble plaire à l'animateur)
- The Love boat (lors de la « pause bisous » durant laquelle l'animateur embrasse l'invité)
- Tout le monde il est beau, tout le monde il est gentil de Jean Yanne
- Moving on up de M People (fin des interviews)
- Vous les copains de Sheila
- Antisocial de Trust
- Ça balance pas mal à Paris de France Gall et Michel Berger (quand un invité lance une vacherie)
- Macho man de Village People (en réaction à des propos peu élégant sur la gent féminine)
- Musique du film Ben-hur lors de la promotion
- Musique du générique de Sacrée Soirée, de manière ironique.
- Bruit d'un pistolet silencieux tiré du film Les Tontons flingueurs pour faire taire le public ou les invités.
- Musique de la publicité d'Antenne 2 (1975-1983), lors de la promotion (l'ensemble des participants doivent alors lever les mains et les agiter)
- Voila, c'est fini de Jean-Louis Aubert annonce la fin de l'émission
- On Nous Cache Tout, On Nous Dit Rien de Jacques Dutronc
- Come With Me de Puff Daddy (Sean Combs)
- Crazy in Love de Beyoncé
- Apache de l'Incredible Bongo Band

## Produit dérivé

### Jeu de société
Un jeu de société tiré de l'émission est sorti en 2003, édité par Lansay. Le but du jeu consiste à remplir la mission confidentielle en obtenant le nombre exact de jetons mentionné sur la carte « Les missions pas comme les autres » ; 
il reprend la base de l’émission avec les interview et les blind tests. Il est interdit aux moins de 18 ans.[réf. nécessaire]

## Parodies
- Tout Le Monde Se Casse (les Nous Ç Nous)
- Tout Le Monde En Vrac (On a tout essayé)